# زمین‌لرزه ۱۹۳۰ ایرپینیا

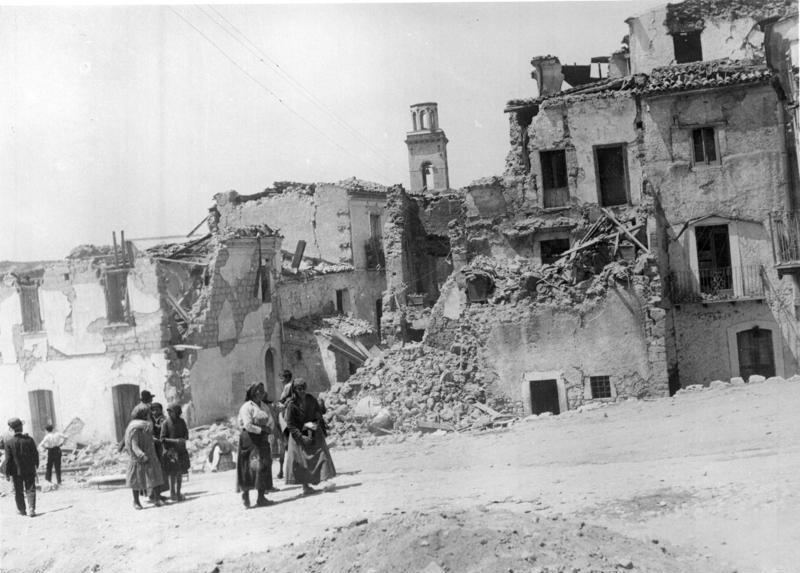
خانه های مخروبه

زمین‌لرزه ایرپینیا  در تاریخ ۲۳ ژوئیه ۱۹۳۰ میلادی، برابر با ‎۱ مرداد ۱۳۰۹، ساعت ۲۳:۳۰ به زمان یوتی‌سی در ایتالیا، منطقه ایرپینیا رخ داد. ژرفای این زلزله ۷ کیلومتر بود. بزرگی آن ۶٫۶ در مقیاس Ms بدست آمده‌است.
شمار کشتگان نزدیک به ۱۴۰۴ نفر گزارش شده‌است.